# Forevermore
Forevermore är Whitesnakes elfte studioalbum. Det släpptes i Japan den 9 mars 2011, i Europa den 25 mars 2011, i USA den 29 mars 2011, i Storbritannien och Irland den 18 april 2011. Albumet är tillgängligt som CD, digital nedladdning och vinylalbum. 
En världsturné kommer att genomföras från maj till augusti 2011.

## Låtlista
1. "Steal Your Heart Away" – 5:18
2. "All Out of Luck" – 5:28
3. "Love Will Set You Free" – 3:52
4. "Easier Said Than Done" – 5:13
5. "Tell Me How" – 4:41
6. "I Need You (Shine a Light)" – 3:49
7. "One of These Days" – 4:53
8. "Love and Treat Me Right" – 4:14
9. "Dogs in the Street" – 3:48
10. "Fare Thee Well" – 5:18
11. "Whipping Boy Blues" – 5:02
12. "My Evil Ways" – 4:33
13. "Forevermore" – 7:22

Bonusspår – japanska utgåvan
1. "Whipping Boy Blues" (Swamp mix) – 6:06

Bonusspår – deluxe-utgåvan
1. "Love Will Set You Free" (Alternative mix) – 4:09
2. "Forevermore" (Acoustic version) – 4:42
3. "My Evil Ways" (My Evil Drums Mix) – 4:50

Bonusspår – "Snake Pack"
1. "Slide It In" (Live at Donington 1990) – 5:05
2. "Cheap an' Nasty" (Live at Donington 1990) – 4:33

Bonusspår – iTunes LP
1. "Love Will Set You Free" (Alternative mix) – 4:09
2. "Forevermore" (Acoustic version) – 4:42
3. "Love Will Set You Free" (Music video) – 3:51

Bonusspår – Amazon.com
1. "My Evil Ways" (My Evil Drums Mix) – 4:50

## Medverkande
- David Coverdale – sång, bakgrundssång
- Doug Aldrich – sologitarr, kompgitarr
- Reb Beach – sologitarr, kompgitarr, bakgrundssång
- Michael Devin – elbas, bakgrundssång
- Brian Tichy – trummor, percussion

Övriga medverkande
- Timothy Drury – keyboards